# Síra (islám)
Síra je arabské označení pro životopisy proroka Muhammada, které začaly vznikat nedlouho po jeho smrti.

## Historická zpracování
Za nejstarší zpracování Prorokova života se pokládá dílo Ibn Isháqa As-síra an-nabawíja (Život Prorokův). Jinak se jedná víceméně o legendická podání zachycená ve formě hadíthů. Dále se sem řadí spisy o válečných akcích (maghází):
Jedním z nejstarších děl je také Kitáb al-Maghází (Kniha výbojů) od Wahba ibn Munabbih (zemřel 728)
Další díla pocházejí od Urwy (zemřel 712), syna Prorokova druha az-Zubajra a od Abána (zemřel 723), syna chalífy Uthmána.
Dále pak následuje již zmíněné dílo Ibn Isháqa (zemřel 767?/8?).
Významným dílem je výpravný životopis Muhammada bin Umar al Waqidího (zemřel 874), který shromáždil chronologicky množství poznatků o Muhammadově životě a jeho veřejném působení.

## Moderní zpracování
Moderní Prorokovy životopisy psala řada současných autorů jako například Sajjid Ahmad Chán, Amir Alí,Tahá Husajn, Tawfíq al-Hakím, Muhammad Husajn Hajkal. Alegorickým zpracováním Prorokova života proslul Nagíb Mahfúz, nositel Nobelovy ceny za literaturu. Revoluční zpracování vytvořil egyptský levicový autor Abdurrahmán aš-Šarqáví (zemřel 1987).